# Ecnomus galilaeus
Ecnomus galilaeus là một loài Trichoptera trong họ Ecnomidae. Chúng phân bố ở miền Cổ bắc.